# Est-Anglie
Pour les articles homonymes, voir Anglia.
L'Est-Anglie (en anglais : East Anglia) est une région d'Angleterre de l'Est.

Localisation de l'Est-Anglie, avec en rouge le Norfolk et le Suffolk, à l'ouest et en rose le Cambridgeshire. En rose au sud de ces comtés, se trouve l'Essex dont certaines parties sont parfois associées à l'Est-Anglie.

Son nom vient du peuple germanique des Angles, originaires de la péninsule d'Angeln, sur la côte orientale du Schleswig-Holstein, à l'extrême-nord de l'actuelle Allemagne. En histoire, il peut également désigner l'ancien royaume d'Est-Anglie, au temps de l'Angleterre anglo-saxonne.
L'Est-Anglie n'a pas de représentation propre dans l'organisation territoriale du Royaume-Uni ; son territoire correspond administrativement aux comtés non-métropolitains du Norfolk, du Suffolk et du Cambridgeshire ainsi qu'à l'autorité unitaire de Peterborough.
Elle figure comme entité de deuxième niveau dans la Nomenclature d'unités territoriales statistiques (NUTS-2) de l'Union européenne.

## Histoire

La Grande-Bretagne vers l'an 600.

Le royaume d'Est-Anglie fut établi lors de la colonisation de la Grande-Bretagne par les Anglo-Saxons au Ve siècle, par l'établissement des Angles sur les terres du peuple breton des Icènes. C'était un des sept royaumes de l'Heptarchie anglo-saxonne, telle que définie au XIIe siècle par les écrits de Henri de Huntingdon. À l'origine, il recouvrait seulement le Norfolk (North folk « gens du Nord ») et le Suffolk (South folk « gens du Sud »), puis s'agrandit de l'Isle of Ely par le mariage de la princesse Æthelthryth.
L'Est-Anglie fut pendant une brève période le plus puissant des royaumes anglo-saxons, à la suite d'une victoire vers 616 contre la Northumbrie ; son roi Rædwald (mort vers 624) est cité par la Chronique anglo-saxonne comme le quatrième bretwalda, un terme de sens incertain mais impliquant une forme de suzeraineté. Cette supériorité dura peu : dans les quarante années suivantes, elle fut défaite par deux fois par la Mercie et s'affaiblit progressivement, jusqu'à ce qu'en 794 par le roi Offa de Mercie fasse mettre à mort Æthelberht et s'empare de son royaume.
L'Est-Anglie redevint indépendante à la suite d'une révolte contre la Mercie en 825-827, pendant laquelle deux rois de Mercie furent tués. Elle fut ensuite confrontée aux invasions de la Grande Armée viking venue du Danemark, qui l'intègrent au Danelaw. Le 20 novembre 869, le roi Edmond est tué par les vikings conduits par Ivar Ragnarsson. Les Anglo-Saxons reprennent le contrôle de l'Est-Anglie en 920, qui fait désormais partie du royaume d'Angleterre et est gouverné par un ealdorman. En 1015-1017, Knut le Grand reconquiert l'Angleterre et donne d'Est-Anglie en fief à Thorkell le Grand, dont il est fait jarl en 1017. La dignité de comte d'Est-Anglie survit à la restauration de la dynastie anglaise de Wessex en 1042, puis à la conquête normande de l'Angleterre en 1066. Le comté est confié par Guillaume le Conquérant à Ralph l'Écuyer, puis passe à son fils Ralph de Gaël, lequel participe en 1075 à la révolte des comtes, à la suite de laquelle Guillaume confisque l'Est-Anglie et la subdivise en comtés plus petits de Norfolk, de Suffolk et de Cambridge.
Malgré la construction de levées contre l'océan dès l'époque romaine, une grande partie de l'Est-Anglie et du Lincolnshire voisin étaient constituées de marais et de tourbières appelés collectivement The Fens. Au XVIIe siècle commencèrent des travaux systématiques de drainage afin de convertir les tourbières en terre arable. Mais, à partir des années 1630, des milliers de familles puritaines quittèrent l'Est-Anglie pour s'établir en Nouvelle-Angleterre, avec des conséquences durables sur la culture américaine. L'Est-Anglie, avec une économie basée sur la laine et le textile, fut une des régions riches de l'Angleterre jusqu'à la Révolution industrielle, qui déplaça les activités vers les Midlands et le Nord.
Pendant la Seconde Guerre mondiale, la Royal Air Force et les United States Army Air Forces construisirent de nombreuses basés aériennes en Est-Anglie pour les flottes de bombardiers lourds chargés de la Combined Bomber Offensive vers l'Europe sous domination nazie. Il y avait en moyenne une base américaine tous les treize kilomètres. Ces très importants travaux de génie militaire eurent inévitablement des effets négatifs sur l'environnement. L'Est-Anglie offrait comme avantages à l'aviation ses grandes étendues de terrain plats et sa proximité avec l'Europe continentale, limitant ainsi les temps de vols et permettant l'embarquement de charges explosives maximales. Les restes de ces bases sont toujours visibles, et quelques-unes demeurent en usage. L'une d'elles, située près de Norwich, en est devenue l'aéroport international.
Il reste également de cette époque un réseau de casemates, surnommée pillboxes, érigées pour la défense de points stratégiques dans l'hypothèse d'une invasion.

## Géographie
L'Est-Anglie, surtout dans ses parties constituées de marais asséchés, est caractérisée par un relief souvent très plat. Le Suffolk et le Norfolk sont constitués d'une plaine ondulée, avec par endroits des buttes correspondant à d'anciennes moraines, comme au nord du Norfolk.
Les agglomérations principales sont Norwich, Cambridge, Peterborough et Ipswich. Les villes de Bury St Edmunds, Ely, Lowestoft et Great Yarmouth sont de moindre importance. Une grande partie de la région est restée rurale, et l'agriculture a toujours été une activité importante du fait de la fertilité des terroirs. Le paysage du Cambridgeshire et du Norfolk a été très influencé par les techniques néerlandaises, que ce soit pour la construction ou le drainage.
Les cours d'eau principaux sont la Stour et la Nene. La Cam, dont le nom est associé à la ville de Cambridge, est un affluent de la Great Ouse. Norwich se situe sur les bords de la Yare et de la Wensum. L'Orwell traverse Ipswich et se jette dans la mer du Nord, comme la Deben, à Felixstowe. Le Norfolk et le Suffolk sont maillés par les Broads, un réseau de lacs et de voies navigables propices au canotage, situés entre Norwich et la côte.
La région comporte une grande variété de petites stations balnéaires allant de villes côtières comme Felixstowe et Lowestoft au Suffolk et Great Yarmouth au Norfolk à des villages de pêcheurs comme Aldeburgh and Southwold au Suffolk. Le tourisme est également important dans les villes historiques de Bury St. Edmunds, Cambridge et Ely, ainsi que dans des zones protégées telles que le pays de Constable, les Broads ou la côte nord du Norfolk.

## Climat
Malgré l'importance de l'eau et des marais dans le paysage, l'Est-Anglie est une des régions les moins humides d'Angleterre. L'été s'accompagne souvent de sécheresses qui peuvent occasionner des incendies dans les champs et les landes.
Les températures maximales s'échelonnent de 5-10 °C l'hiver à 20-25 °C l'été, bien qu'elles aient pu atteindre 35 °C dans les dernières années. Les côtes sont plus ensoleillées que le reste de la région.

## Transports

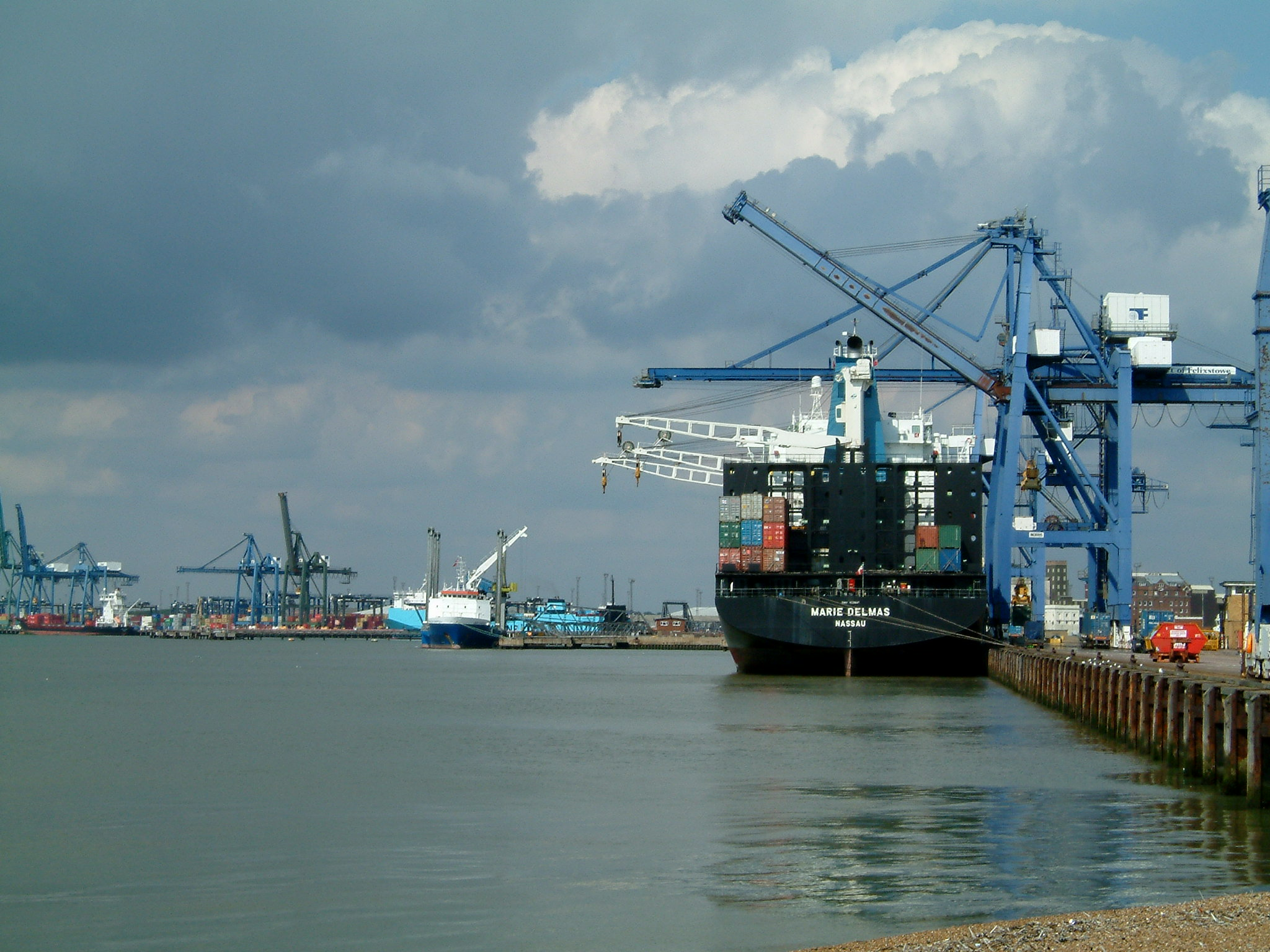
Port de Felixstowe - Au premier plan, le Landguard Terminal ; à l'arrière-plan, le Trinity Terminal.

L'Est-Anglie est reliée au reste du Royaume-Uni par les routes A12 et A47. La route A14 relie les Midlands au port de Felixstowe. Ce dernier est le plus important port de conteneurs du Royaume-Uni : il en assure plus de 40 % du trafic, ce qui en fait un des ports marchands majeurs du pays.
Le Cambridgeshire est traversé par de courtes sections des autoroutes M11 et A1(M). Il n'y a pas d'autoroute au Norfolk et au Suffolk.
Les liaisons ferroviaires comprennent la Great Eastern Main Line de Norwich à Londres et la West Anglia Main Line de Cambridge à Londres. L'East Coast Main Line transverse la région, avec un nœud important à Peterborough. Il existe également des liaisons avec les Midlands et l'Angleterre du Nord-Ouest, ainsi que des lignes locales, comme la Bittern Line qui relie Norwich à Sheringham.
La région se prête particulièrement au cyclisme. La route n°1 du National Cycle Network la traverse. 25 % des habitants de Cambridge se rendent à leur travail à vélo, la proportion la plus élevée parmi les villes du Royaume-Uni Cambridge possède également la plus longue voie d'autobus guidé au monde, inaugurée en 2011.
Le seul aéroport commercial important de la région est l'aéroport international de Norwich. Cependant, l'aéroport de Londres Stansted, le troisième du Royaume-Uni en nombre de voyageurs, est relativement proche, situé au nord-ouest de l'Essex non loin de Cambridge.

## Universités
L'université de Cambridge, fondée en 1209 dans la ville du même nom, est la plus célèbre des institutions d'enseignement supérieur en Est-Anglie ; c'est la deuxième plus ancienne université britannique et l'une des plus prestigieuses au monde. Il existe également :
- l'université d'Est-Anglie à Norwich ;
- le campus du Suffolk, antenne commune basée à Ipswich des universités d'Est-Anglie et d'Essex ;
- l'université Anglia Ruskin dont les campus sont à Cambridge et Chelmsford ;
- le centre universitaire de Peterborough, affilié au Peterborough Regional College et à l'université Anglia Ruskin.

## Emblèmes

Drapeau non officiel de l'Est-Anglie.

Le royaume d'Est-Anglie a disparu avant que ne se mettre en place l'héraldique, mais il lui a été donné a posteriori des armoiries imaginaires formées de trois couronnes d'or sur champ d'azur. Le symbole des trois couronnes est ancien ; il apparaît déjà en bas-relief sur les fonts baptismaux de la paroisse de Saxmundham, au Suffolk. Il est sont également repris dans les armes de Bury St. Edmunds et de l'université d'Est-Anglie. 

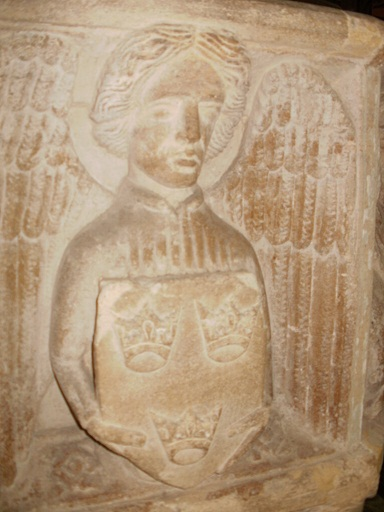
Les trois couronnes sur les fonts baptismaux de Saxmundham.

Le drapeau de l'Est-Anglie fut inventé par George Henry Langham et adopté par la London Society of East Anglians. Il superpose les armoiries d'Est-Anglie au drapeau de l'Angleterre frappé de la croix de saint Georges.  La première mention écrite de ce drapeau date de 1900 ; il n'a pas de caractère officiel.